# Bill Moon
Pour les articles homonymes, voir Moon.
William « Bill » Moon né le 24 avril 1942 à Cleveland, est un ingénieur et contrôleur de vol américain spécialisé dans l'astronautique.
Il est diplômé en 1964 de l'université d'État du Mississippi et a travaillé à la McDonnell Aircraft Corporation en tant qu'ingénieur pour le chasseur McDonnell Douglas F-4 Phantom II.
Par la suite, il travaille pour la National Aeronautics and Space Administration (NASA) au Manned Spacecraft Center (Centre spatial Lyndon B. Johnson),. Il est contrôleur de vol dans le cadre des programmes Gemini, Mercury et Apollo mais également la mission Apollo-Soyouz, sur la station spatiale Skylab et la navette spatiale américaine. Il occupe également divers postes de responsables comme chef de la division des systèmes électriques par exemple.
Au cours de sa carrière, terminée en 2002, il a reçu notamment une médaille du service exceptionnel de la NASA.